# Catalin Josan

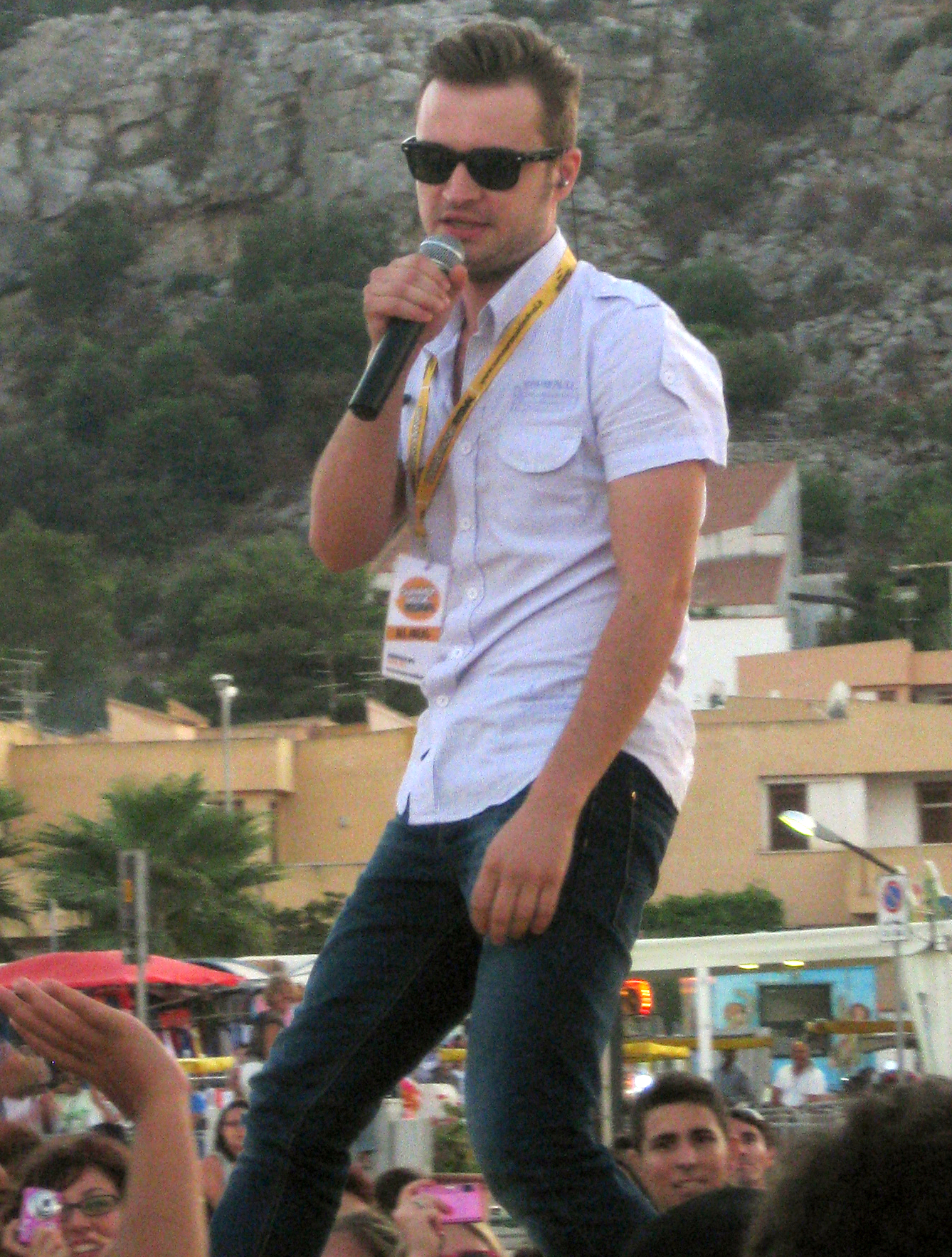
Cătălin Josan

Cătălin Josan (* 4 de marzo de 1987) es un cantante moldavo/rumano, aunque tomando esta última nacionalidad como suya. Nacido en Chisináu, ha ganado la primera edición de la versión rumana de Megastar, organizada por la cadena televisiva Prima TV.

## Estudios
A los doce años ingresó en el liceo de música "Ciprian Porumbescu" de Chisináu para obtener el título de especialista en piano. Además, aprende a tocar la guitarra. Desde el año 2007, estudia en la Academia de Música, Teatro y Artes Plásticas de Chisináu "Gavriil Musicescu", en el área de Canto Académico, siendo alumno del destacado músico rumano Valeriu Vdovicenco. Se ha mudado a Bucarest, aunque continúa oficialmente estudiando en la capital de Moldavia.
Cătălin es el primer artista que ha firmado un contrato con la casa discográfica Universal Music România, la filial rumana de este grupo internacional. En octubre del 2007, logra lanzar el primer álbum de su carrera musical, "Megastart". "Big Brown Eyes", "Veronica Demonica", "Run away" y la versión rumana de este "Oglinda mea" se popularizan tanto en Rumania como en su natal Moldavia. Es necesario recalcar que Cătălin Josan ha colaborado con personalidades rumanas como Marius Moga, Don Baxter y la diseñadora de moda María Marinescu. 

## Eurovision
En el 2008, el cantante participa en la conocida selecţia naţională organizada por la TVR para escoger la participación rumana para el Festival de la Canción de Eurovisión, a celebrarse en Belgrado, Serbia. Califica tres temas, When we're together, Run away y Fight for life (a dúo con la cantante Nicoleta Matei, quien finalmente decide formar un dúo con otro artista, el tenor Vlad Mirita). Pasa los dos temas a la gran final, optando por defender Run Away. Aunque se perfilaba entre los favoritos, solo alcanza el cuarto puesto, por decisión combinada de jurado y voto público.
Ha filmado un videoclip, de su tema Veronica Demonica.

## Álbumes

### 2011 - próximo álbum
Un álbum llegará en el 2011, que está precedido de su primer gran sencillo «Don't Wanna Miss You». Tal sencillo ha llegado con fuerza en Italia.